# Nemeris
Nemeris là một chi bướm đêm thuộc họ Geometridae.